# محمد رفعت (ممثل)
محمد رفعت ممثل مصرى. وبدأ نشاطه الفنى في نهاية الخمسينيات وأدى أدوارا ثانوية أغلبها دور الضابط 

## أعماله

### أفلام
- سفاح النساء 1970
- الشيطان امرأة (1972)
- دعونا نحب (1975)
- مين يقدر على عزيزة (1975)
- يوم الأحد الدامي (1975)
- أمواج بلا شاطئ (1976)
- عودة الابن الضال (1976)
- نساء تحت الطبع(1976)
- آه يا ليل يا زمن (1977)
- كان وكان وكان (1977)
- أحلى أيام العمر 1978
- عشاق تحت العشرين 1979
- قاتل ما قتلش حد 1979
- انتخبوا الدكتور سليمان عبد الباسط 1981
- دعوة خاصة جداً1982

### مسلسل
- أحلام الفتى الطائر 1978
- كيف تخسر مليون جنيه 1978

## وفاته
توفي الفنان محمد رفعت ١٢ يوليو 2007 عن عمر ناهز ٦٧ عاما